# Зимбру (футбольный клуб)
«Зи́мбру» (рум. FC Zimbru Chișinău) — молдавский футбольный клуб из Кишинёва, 8-кратный чемпион Молдовы, 6-кратный обладатель Кубка Молдовы.

## Прежние названия
- 1947—1949 — «Динамо»
- 1950—1957 — «Буревестник»
- 1958—1965 и 1967—1971 — «Молдова»
- 1966 — «Авынтул»
- 1972—1990 — «Нистру»
- 1991 — «Зимбрул»
- С 1992 года — «Зимбру»

## История

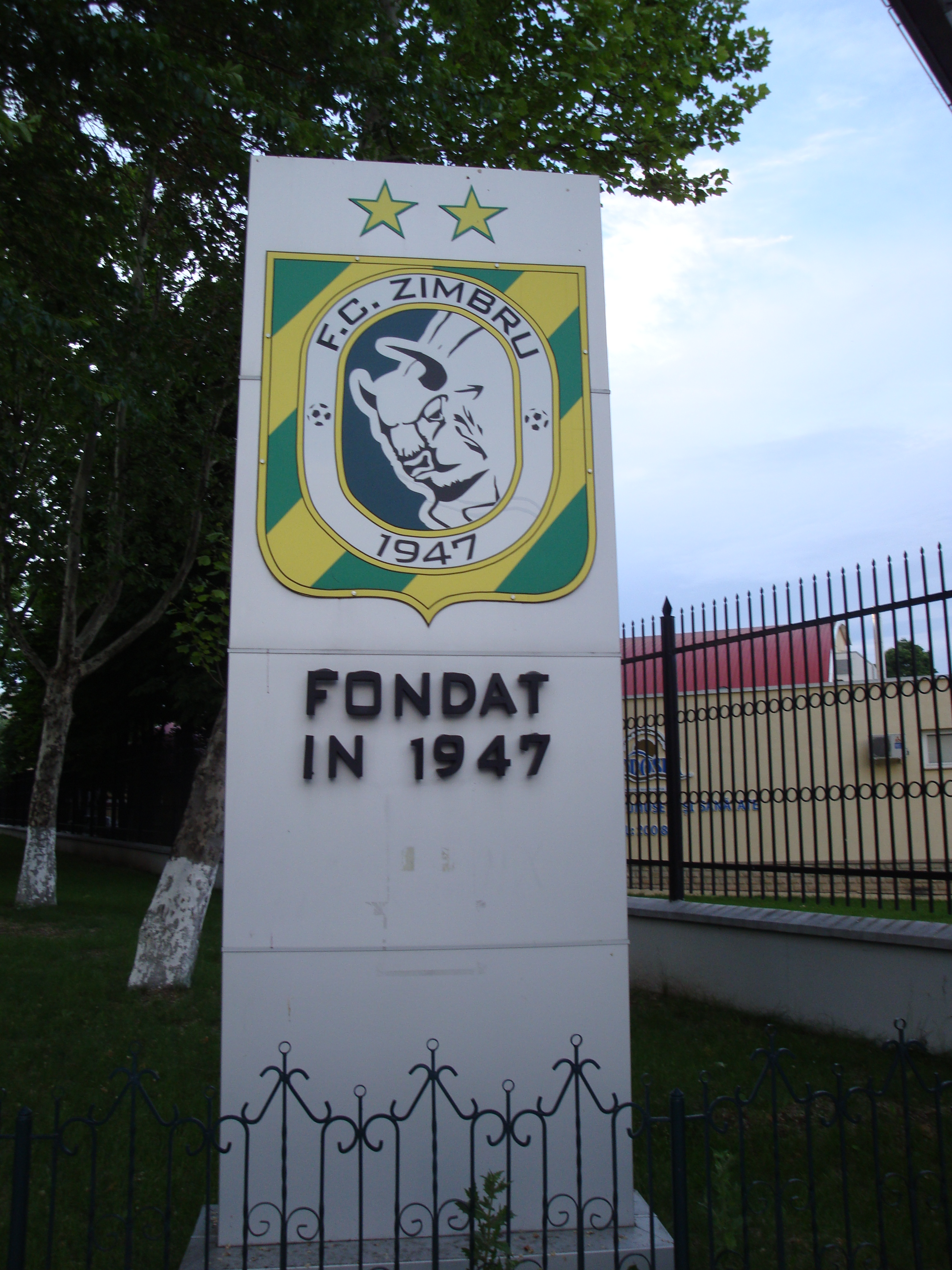
Стенд у входа на стадион «Зимбру»

### «Динамо»
Датой основания футбольного клуба «Зимбру» принято считать 16 мая 1947 года. В этот день состоялся дебют в чемпионате СССР кишинёвского «Динамо»: матч в Украинской зоне класса Б — в Одессе против «Пищевика» (0:1). Через день там же прошёл повторный матч. И вновь поражение — 0:4.
Выступление в чемпионате было неудачным: динамовцы завершили сезон на последнем, 13-м месте. Командой руководил Сергей Ерёмин (вплоть до 1949). Ему помогал Георгий Мокану, впоследствии воспитавший целую плеяду молдавских футболистов и ставший заслуженным тренером Молдовы. А среди игроков той команды выделялся Сергей Корнилов, также многое сделавший для развития молдавского футбола и впоследствии получивший звание заслуженного тренера страны.

### «Буревестник»
В 1950 году место динамовцев в чемпионате занял «Буревестник». Команда была создана на базе бендерского «Буревестника». Именно под этим названием молдавская команда добилась права играть в элитном дивизионе чемпионата СССР, а затем добилась самого крупного успеха в союзные времена. В 1956 году, в год своего дебюта, «Буревестник» занял шестое место в классе А, в котором выступали 12 команд.
«Буревестник» — единственная команда чемпионата СССР, которой удалось отыграться до счёта 4:4, проигрывая 0:4. Произошло это 11 сентября 1957 года в Москве в матче против «Спартака», костяк которого составляли олимпийские чемпионы Мельбурна-1956. В составе «Буревестника» выступали такие футболисты, как Юрий Коротков, Михаил Мухортов, Виталий Вацкевич, Михаил Потапов, Валентин Миргородский.

### «Молдова» и «Авынтул»
В 1958 году команда получила название «Молдова». В этом же году у команды появилась своя база — на том самом месте, где она располагается и сейчас.[когда?]

 С 1955 года за команду играл нападающий Владимир Цинклер. Выступая за «Молдову», он стал единственным игроком команды, включённым в список 33 лучших футболистов чемпионата СССР, играл в олимпийской сборной СССР. В составе «Молдовы» также выделялись Николай Есин, Владимир Востроилов, Евгений Ларин, Анатолий Морарица, Валерий Волостных, Валерий Колбасюк, Анатолий Миронов.
В 1964 году «Молдова» покинула элитный дивизион союзного чемпионата. Вернуть себе там место через год не удалось. Название с 1966 года — «Авынтул». В 1966 году двое воспитанников молдавского футбола — Анатолий Теслев и Григорий Янец — стали чемпионами Европы среди юношей в составе сборной СССР. Через год команде было возвращено название «Молдова».

### «Нистру»
В высшую лигу команда вернулась в 1974 году под названием «Нистру», полученным двумя годами ранее. Закрепиться в высшей лиге не удалось, но были одержаны победы над чемпионом (киевским «Динамо»), а также серебряным призёром (московским «Спартаком») — обе с одинаковым счётом 1:0. Матч первого круга чемпионата-74 против киевских динамовцев состоялся 9 мая, и его исход решил точный удар игрока «Нистру» Рудольфа Атамаляна. Таким же скоротечным было пребывание в высшей лиге в 1983 году.
В первой лиге за «Нистру» закрепилась репутация крепкого середняка. Своей яркой игрой за «Нистру» запомнились Павел Чебану, Ион Карас, Александр Мацюра, Сергей Дубровин, Анатолий Рыбак, Николай Чеботарь, Николай Сергеев, Владимир Филимонов, Евгений Пиуновский, Георгий Тегляцов, Юрий Хлопотнов, Николай Михайлов, Григорий Батич, Александр Спиридон, Вячеслав Проценко, Сергей Савченко. В середине 1980-х в составе «Нистру» начал свою карьеру Игорь Добровольский, ставший олимпийским чемпионом Сеула-1988.
В 1986 году «Нистру» после смены тренеров и ухода игроков в другие клубы покинул первую лигу, заняв последнее 24-е место, и установив «антирекорд» первой лиги — 101 пропущенный мяч за сезон.
В 1987—1988 гг. «Нистру» играл в 5-й зоне 2-й лиги. По приглашению руководства ЦК Компартии Молдавии возрождать команду приехал прославленный тренер Владимир Емец, который в 1983 году привёл днепропетровский «Днепр» к золотым медалям чемпионата СССР. Ему удалось путём своих новаторских идей, установления строжайшей дисциплины и приглашения ряда игроков из высшей лиги (Николая Васильева, Виктора Кузнецова, Анатолия Раденко и других) восстановить команду, которая в результате заняла 1-е место в своей группе. Но здоровье Емеца было подорвано, и 9 ноября 1987 года прямо после заключительного стыкового матча «Нистру» — «Кубань» (2:0) он скоропостижно скончался прямо в раздевалке. Команда не смогла вернуться в первую лигу из-за двух проигранных гостевых матчей.
В следующем году команду возглавил другой известный советский специалист Ахмед Алескеров, который вернул команду в первую лигу. В 1989 году «Нистру» занял в первой лиге 10-е место. Однако националистическая кампания в Молдавии вынудила Алескерова покинуть свой пост. Вслед за ним из команды уехали ещё несколько сильных игроков. Некоторые из них перебрались в тираспольский «Тилигул». В 1991 году в последнем чемпионате СССР «Нистру», переименованный в «Зимбру», под руководством Павла Чебану занял 20-е место и должен был вновь покинуть первую лигу.

### «Зимбру»

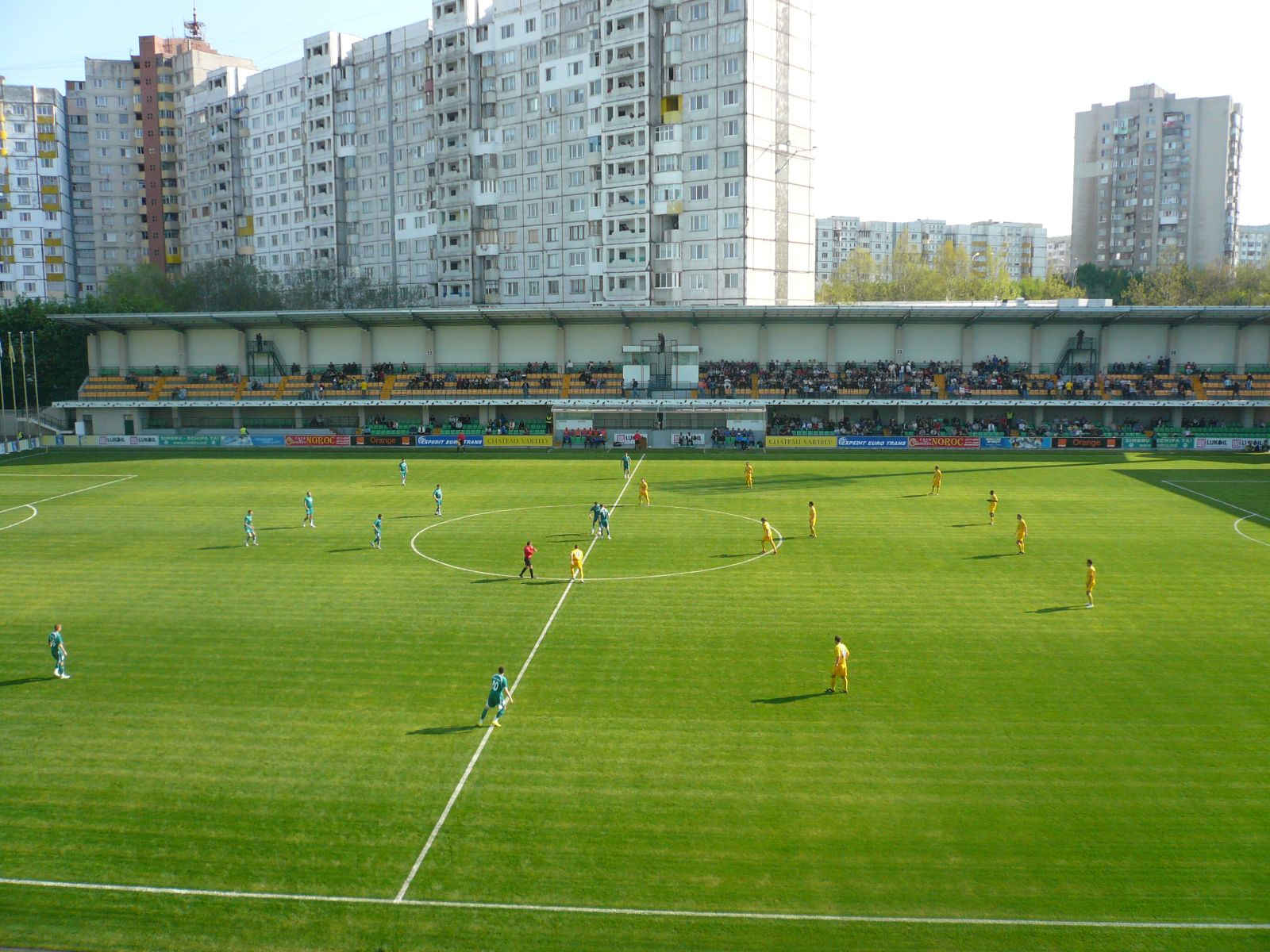
Матч между «Зимбру» и «Дачией»

С 1991 года клуб носит своё нынешнее название. Реноме сильнейшей молдавской команды «Зимбру» поддерживала вплоть до 2001 года и в чемпионате Молдовы. В 1992 году команда стала первым чемпионом Молдовы.
«Зимбру» является единственной командой, которая участвовала во всех турнирах в Национальном дивизионе. За это время клуб восемь раз становился чемпионом Молдовы и пять раз выигрывал Кубок страны. В сезоне 1995/96 команда вышла в 1/16 финала Кубка УЕФА, а в сезонах 1999/2000 и 2000/2001 пробивалась в третий отборочный раунд Лиги чемпионов.
Среди футболистов, прославивших «Зимбру» в 1990-е: Александр Спиридон, Александр Куртиян, Сергей Клещенко, Юрий Митерев, Ион Тестемицану, Раду Ребежа, Сергей Епуряну, Борис Чеботарь.
В сезоне 2011/12 клуб завоевал бронзовые награды первенства страны. 25 мая 2014 года команда в финале Кубка Молдовы обыграла тираспольский «Шериф» со счётом 3:1 и стала обладателем шестого кубка страны в своей истории, а в чемпионат закончила на пятом месте. В этом же году команда дошла до раунда плей-офф Лиги Европы, преодолев в первых трёх отборочных турах македонский «Шкендия», софийский ЦСКА и австрийский «Грёдиг». На четвёртом этапе в соперники «зубрам» достался греческий ПАОК. Первый матч кишинёвская команда выиграла со счётом 1:0, ответная игра закончилась крупным поражением со счётом 0:4, таким образом «Зимбру» не сумели впервые в своей истории пробиться в групповой этап Лиги Европы. В декабре 2014 года на должность главного тренера кишинёвского клуба был назначен Вячеслав Руснак, заменив на этом посту Олега Кубарева. Сезон 2014/15 команда закончила на 6 месте.

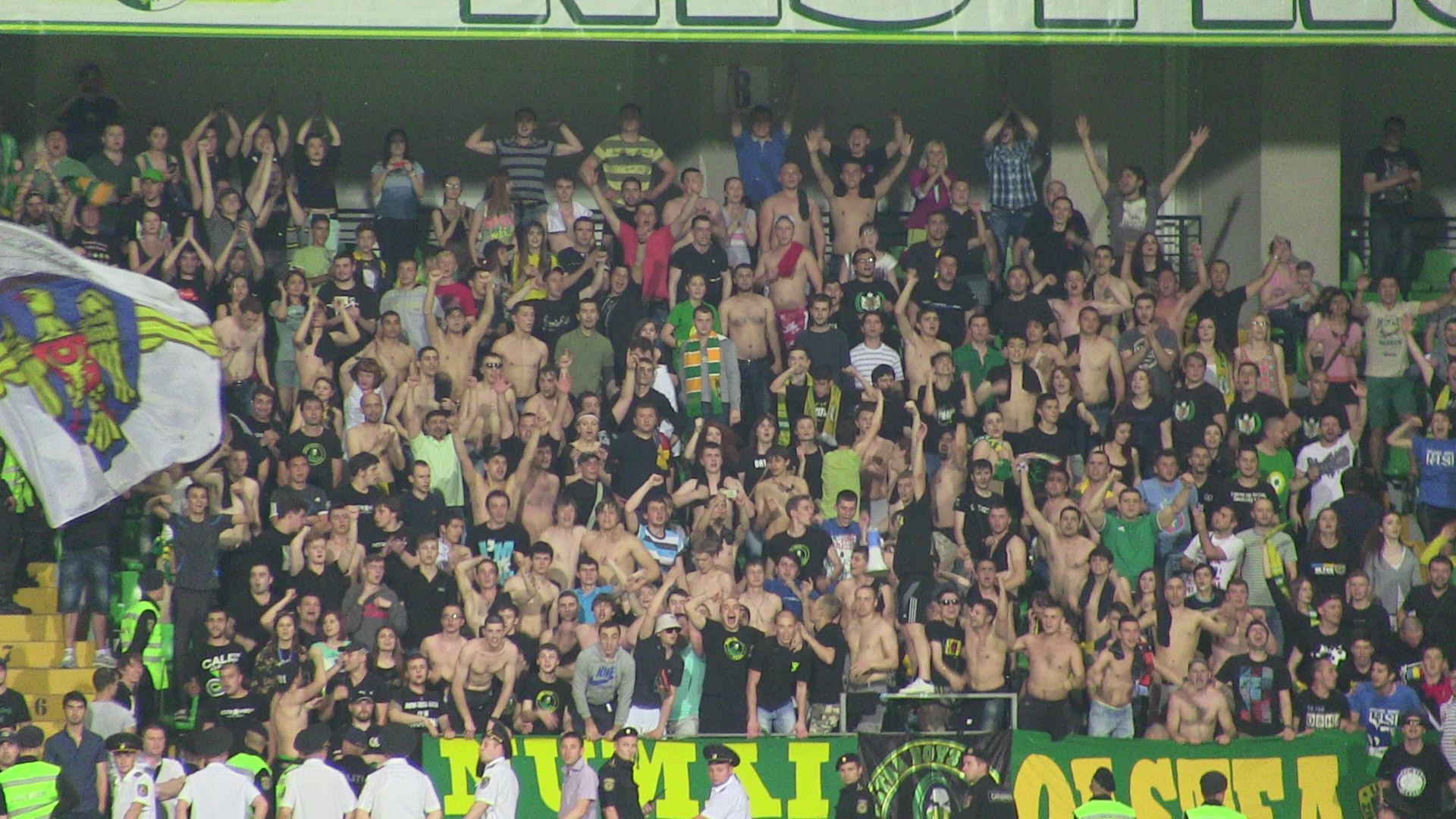
Фанаты ФК «Зимбру»

Перед началом нового футбольного сезона в клубе произошли глобальные изменения. Новым инвестором кишинёвского клуба стал молдавский бизнесмен Валерий Морару, а на пост главного тренера был назначен румынский специалист Штефан Стойка. Также вице-президентом стал Марин Митран, тренером вратарей Михай Морару, спортивным директором Алексей Попа. Сезон 2015/16 команда закончила на 3-м месте.
23 мая 2018 года в финале Кубка Молдовы команда проиграла со счётом 2-0 оргеевскому клубу «Милсами».

## Достижения

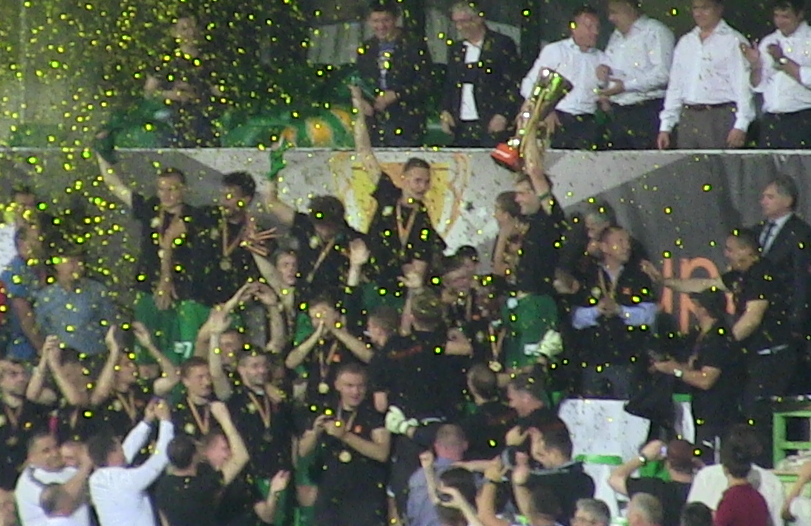
Игроки «Зимбру» с Кубком Молдовы 24 мая 2014 года

### СССР
- Высшая лига: 6-е место (1956)
- Кубок СССР: 1/4 финала (1963)
- Первая лига:
  - Победитель (1955)
  - 2-е место (1973[7], 1982).
- Вторая лига:
  - 1-е место в одной их 3 финальных групп (1988)
  - 2-е место в одной их 3 финальных групп (1987)
    - Победитель зонального турнира (1987, 1988).

### Молдова
- Чемпион Молдовы (8): 1992, 1992/93, 1993/94, 1994/95, 1995/96, 1997/98, 1998/99, 1999/00
- Серебряный призёр чемпионата Молдовы (5): 1996/97, 2000/01, 2002/03, 2005/06, 2006/07
- Бронзовый призёр чемпионата Молдовы (6): 2001/02, 2003/04, 2011/12, 2015/16, 2022/23, 2024/25
- Обладатель Кубка Молдовы (6): 1996/97, 1997/98, 2002/03, 2003/04, 2006/07, 2013/14
- Финалист Кубка Молдовы (3): 1994/95, 1999/00, 2017/18
- Обладатель Суперкубка Молдовы (1): 2014
- Финалист Суперкубка Молдовы (3): 2003, 2004, 2007

### Международные
- Еврокубки: 1/16 Кубка УЕФА (1996)
- Финалист Кубка Содружества (1): 2000

## Выступления в еврокубках
| Сезон   | Турнир                   | Раунд                         | Соперник            | Дома | В гостях | Общий счёт |  |
| ------- | ------------------------ | ----------------------------- | ------------------- | ---- | -------- | ---------- |  |
| 1993/94 | Лига чемпионов УЕФА      | Квалификационный раунд        | Бейтар Иерусалим    | 1:1  | 0:2      | 1:3        |  |
| 1994/95 | Кубок УЕФА               | Предварительный раунд         | Гонвед              | 0:1  | 1:4      | 1:5        |  |
| 1995/96 | Кубок УЕФА               | Предварительный раунд         | Хапоэль Тель-Авив   | 2:0  | 0:0      | 2:0        |  |
| 1995/96 | Кубок УЕФА               | Первый раунд                  | РАФ Елгава          | 1:0  | 2:1      | 3:1        |  |
| 1995/96 | Кубок УЕФА               | Второй раунд                  | Спарта Прага        | 0:2  | 3:4      | 3:6        |  |
| 1996/97 | Кубок УЕФА               | Предварительный раунд         | Хайдук Сплит        | 0:4  | 1:2      | 1:6        |  |
| 1997/98 | Кубок обладателей кубков | Предварительный раунд         | Шахтёр Донецк       | 1:1  | 0:3      | 1:4        |  |
| 1998/99 | Лига чемпионов УЕФА      | Первый квалификационный раунд | Уйпешт              | 1:0  | 1:3      | 2:3        |  |
| 1999/00 | Лига чемпионов УЕФА      | Первый квалификационный раунд | Сент-Патрикс        | 5:0  | 5:0      | 10:0       |  |
| 1999/00 | Лига чемпионов УЕФА      | Второй квалификационный раунд | Динамо Тбилиси      | 2:0  | 1:2      | 3:2        |  |
| 1999/00 | Лига чемпионов УЕФА      | Третий квалификационный раунд | ПСВ Эйндховен       | 0:0  | 0:2      | 0:2        |  |
| 1999/00 | Кубок УЕФА               | Первый раунд                  | Тоттенхем Хотспур   | 0:0  | 0:3      | 0:3        |  |
| 2000/01 | Лига чемпионов УЕФА      | Первый квалификационный раунд | Тирана              | 3:2  | 3:2      | 6:4        |  |
| 2000/01 | Лига чемпионов УЕФА      | Второй квалификационный раунд | Марибор             | 2:0  | 0:1      | 2:1        |  |
| 2000/01 | Лига чемпионов УЕФА      | Третий квалификационный раунд | Спарта Прага        | 0:1  | 0:1      | 0:2        |  |
| 2000/01 | Кубок УЕФА               | Первый раунд                  | Герта Берлин        | 1:2  | 0:2      | 1:4        |  |
| 2001/02 | Кубок УЕФА               | Первый отборочный раунд       | Газиантепспор       | 0:0  | 1:4      | 1:4        |  |
| 2002/03 | Кубок УЕФА               | Предварительный раунд         | Гётеборг            | 3:1  | 2:2      | 5:3        |  |
| 2002/03 | Кубок УЕФА               | Первый раунд                  | Бетис               | 0:2  | 1:2      | 1:4        |  |
| 2003/04 | Кубок УЕФА               | Предварительный раунд         | Литекс              | 2:0  | 0:0      | 2:0        |  |
| 2003/04 | Кубок УЕФА               | Первый раунд                  | Арис                | 1:1  | 1:2      | 2:3        |  |
| 2006/07 | Кубок УЕФА               | Первый отборочный раунд       | Карабах             | 1:1  | 2:1(aet) | 3:2        |  |
| 2006/07 | Кубок УЕФА               | Второй отборочный раунд       | Металлург Запорожье | 0:0  | 0:3      | 0:3        |  |
| 2007/08 | Кубок УЕФА               | Первый отборочный раунд       | Артмедия            | 2:2  | 1:1      | 3:3(а)     |  |
| 2009/10 | Лига Европы УЕФА         | Первый квалификационный раунд | Окжетпес            | 1:2  | 2:0      | 3:2        |  |
| 2009/10 | Лига Европы УЕФА         | Второй квалификационный раунд | Пасуш де Феррейра   | 0:0  | 0:1      | 0:1        |  |
| 2012/13 | Лига Европы УЕФА         | Первый квалификационный раунд | Бангор Сити         | 2:1  | 0:0      | 2:1        |  |
| 2012/13 | Лига Европы УЕФА         | Второй квалификационный раунд | Янг Бойз            | 1:0  | 0:1      | 1:1(1:4p)  |  |
| 2014/15 | Лига Европы УЕФА         | Первый квалификационный раунд | Шкендия             | 2:0  | 1:2      | 3:2        |  |
| 2014/15 | Лига Европы УЕФА         | Второй квалификационный раунд | ЦСКА София          | 0:0  | 1:1      | 1:1(а)     |  |
| 2014/15 | Лига Европы УЕФА         | Третий квалификационный раунд | Грюдиг              | 0:1  | 2:1      | 2:2(а)     |  |
| 2014/15 | Лига Европы УЕФА         | Раунд плей-офф                | ПАОК                | 1:0  | 0:4      | 1:4        |  |
| 2016/17 | Лига Европы УЕФА         | Первый квалификационный раунд | Чихура Сачхере      | 0:1  | 3:2      | 3:3(а)     |  |
| 2016/17 | Лига Европы УЕФА         | Второй квалификационный раунд | Османлиспор         | 2:2  | 0:5      | 2:7        |  |

## Текущий состав
| 1  | Флаг Молдовы     | Вр  | Игорь Мостовей        | 1999 |  |  |  |  |  |
| 12 | Флаг Молдовы     | Вр  | Юлиан-Себастьян Агачи | 2000 |  |  |  |  |  |
| 35 | Флаг Молдовы     | Вр  | Николай Чеботарь      | 1997 |  |  |  |  |  |
|    |                  |     |                       |      |  |  |  |  |  |
| 3  | Флаг Молдовы     | Защ | Штефан Бургиу         | 1991 |  |  |  |  |  |
| 5  | Флаг Нидерландов | Защ | Донни ван Иперен      | 1995 |  |  |  |  |  |
| 22 | Флаг Молдовы     | Защ | Михай Морозан         | 2004 |  |  |  |  |  |
| 25 | Флаг Румынии     | Защ | Александру Мисараш    | 1997 |  |  |  |  |  |
| 27 | Флаг Молдовы     | Защ | Диниш Иешяну          | 2000 |  |  |  |  |  |
| 30 | Флаг Молдовы     | Защ | Андрей Макрицкий      | 1996 |  |  |  |  |  |
| 33 | Флаг Молдовы     | Защ | Михаил Штефан         | 2001 |  |  |  |  |  |
| 44 | Флаг Молдовы     | Защ | Денис Фуртунэ         | 1999 |  |  |  |  |  |
| 77 | Флаг Молдовы     | Защ | Владимир Генайтис     | 1995 |  |  |  |  |  |
| —  | Флаг Гвинеи      | Защ | Фоде Камара           | 1998 |  |  |  |  |  |
|    |                  |     |                       |      |  |  |  |  |  |
| 4  | Флаг Молдовы     | ПЗ  | Станислав Сарен       | 2005 |  |  |  |  |  |

| 8  | Флаг Молдовы    | ПЗ  | Джесси Гера Джу   | 1997 |  |  |  |  |  |
| 17 | Флаг Молдовы    | ПЗ  | Юлиан Беджан      | 2004 |  |  |  |  |  |
| 18 | Флаг Гвинеи     | ПЗ  | Ибраима Сума      | 2003 |  |  |  |  |  |
| 69 | Флаг Украины    | ПЗ  | Денис Дедечко     | 1987 |  |  |  |  |  |
| 77 | Флаг Молдовы    | ПЗ  | Влад Рэйляну      | 2003 |  |  |  |  |  |
|    |                 |     |                   |      |  |  |  |  |  |
| 7  | Флаг Молдовы    | Нап | Илья Дамашкан     | 1995 |  |  |  |  |  |
| 9  | Флаг Молдовы    | Нап | Марин Кэрунту     | 1999 |  |  |  |  |  |
| 10 | Флаг Молдовы    | Нап | Александр Дедов   | 1989 |  |  |  |  |  |
| 11 | Флаг Кабо-Верде | Нап | Жуан Паулино      | 1998 |  |  |  |  |  |
| 19 | Флаг Молдовы    | Нап | Штефан Бытка      | 2005 |  |  |  |  |  |
| 20 | Флаг Нигерии    | Нап | Эммануэль Аларибе | 2000 |  |  |  |  |  |
| 66 | Флаг Нигерии    | Нап | Джастиc Охаджунва | 2001 |  |  |  |  |  |
| —  | Флаг Финляндии  | Нап | Мартин Куиттинен  | 1997 |  |  |  |  |  |
| —  | Флаг Гвинеи     | Нап | Алиа Силла        | 1999 |  |  |  |  |  |

## Главные тренеры
- Сергей Ерёмин (1947—1949)
- Василий Епишин (1950—1951)
- Георгий Мазанов (1953)
- Пётр Ступаков (1955 — июнь 1956)
- Виктор Маслов (июль — октябрь 1956)
- Виктор Новиков (1957)
- Александр Севидов (1958—1959)
- Василий Соколов (1960—1963)
- Николай Глебов (1964)
- Борис Цыбин (1965)
- Иван Золотухин (1966)
- Константин Рязанцев (1967—1968)
- Владимир Цинклер (1969—1970)
- Василий Соколов (1971)
- Сергей Шапошников (1972)
- Вячеслав Кириченко (июль — октябрь 1972)
- Виктор Корольков (1973—1974)
- Анатолий Полосин (1975—1978)
- Вячеслав Кириченко (1979)
- Виктор Корольков (1980—1981)
- Леонид Шевченко (1982 — август 1983)
- Анатолий Борщ (август 1983 — июль 1985)
- Анатолий Полосин (август — октябрь 1985)
- Владимир Цинклер (1986)
- Владимир Емец (1987)
- Ахмед Алескеров (1988—1989)
- /  Павел Чебану (1990—1991)
- Сергей Сырбу (1992 — октябрь 1993)
- Вячеслав Кириченко (ноябрь 1993 — июнь 1994)
- Александр Спиридон (1994 — август 1996)
- Ион Карас (август 1996 — июнь 1997)
- Семён Альтман (1997—1999)
- Александр Скрипник (1999—2000)
- Александр Спиридон (2000—2001)
- Владимир Вебер (август 2001)
- Николай Мандриченко (сентябрь 2001 — июнь 2002)
- Габи Стан (2002—2003)
- Сергей Сырбу (август — октябрь 2003)
- Борис Тропанец (октябрь 2003)
- Георге Никулеску (ноябрь 2003 — май 2005)
- Иван Табанов (май 2005 — апрель 2007)
- Александр Куртиян (май 2007)
- Александр Севидов (2007—2008)
- Ион Карас (июль 2008 — апрель 2009)
- Иван Табанов (апрель 2009 — май 2011)
- Сергей Строенко (июнь 2011 — июнь 2012)
- Олег Беженарь (июнь — июль 2012)
- Сергей Сырбу (2012, и. о.)
- Олег Фистикан (2012)
- Сергей Дубровин (2013)
- Сергей Сырбу (2013)
- Сергей Клещенко (2013)
- Олег Кубарев (2013—2014)
- Вячеслав Руснак (2014—2015)
- Штефан Стойка (2015)
- Вячеслав Руснак (2015—2016)
- Симао Фреитас (январь — май 2016)
- Флавиус Стойкан (май — сентябрь 2016)
- Штефан Стойка (февраль — июль 2017)
- Юрий Осипенко (июль — ноября 2017)
- Владимир Ага (февраль — июнь 2018)
- Сергей Секу (июнь — июль 2017)
- Сорин Колчаг (август 2018 — н. в.)

## «Зимбру-2»
Фарм-клуб «Зимбру» «Зимбру-2» играл в Дивизионе «А» — победитель турниров в сезонах 1998/99, 2005/06, 2006/07, серебряный призёр (1997/98, 2002/03), бронзовый призёр (2015/16); Дивизионе «Б» — победитель 1994/95. В сезонах-1995/96 и 1997/98 принимал участие в Кубке Молдовы.